# Miner

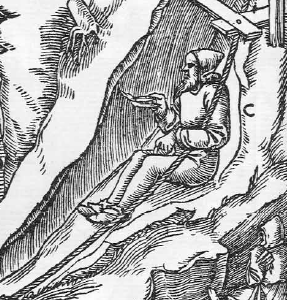
Miner care coboară în mină cu ajutorul unei funii „Arschleder” (schița lui Georgius Agricola)

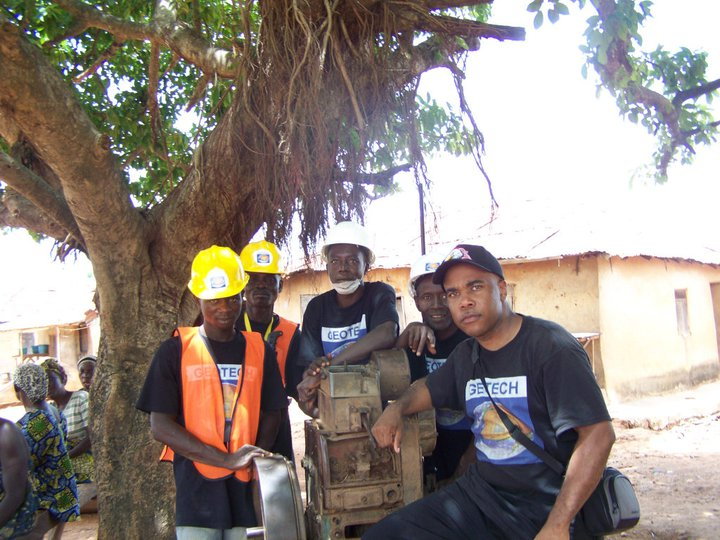
Mineri

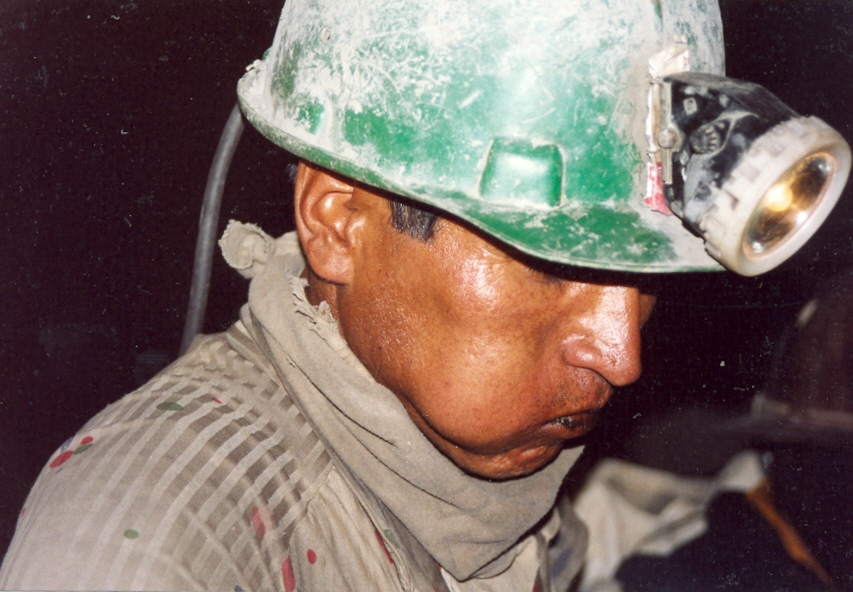
Miner din Potosí (Bolivia) mestecând frunze de coca

Minerul („ortacul”, „băieșul”) este angajatul care lucrează în ramura mineritului și contribuie la extragerea minereurilor.
După activitatea pe care o desfășoară și după gradul de calificare, poate fi:
- inginer minier, mecanic și electric
- maistru minier
- artificier' acesta manipulează explozivi uzuali (dinamita, astralita)
- o echipă de lucrători minieri este compusă din:
  - minerul (șeful de echipă)
  - ajutorul minier
  - vagonetarul
- la întreținerea lucrărilor miniere lucrează:
  - electricianul de mină
  - mecanicul de la mașina de extracție
  - mecanicul de mină
  - mecanicul de locomotivă
  - muncitorii de la transport
  - vidanjorii

## Ocupația de miner
Protectoarea minerilor este Sf. Varvara. Ziua minerului în România se sărbătorește în ultimul sfârșit de săptămână a lunii august. În regiunile miniere, festivitatea avea loc cu diferite reprezentații folclorice, ca dansuri sau cântece populare. 

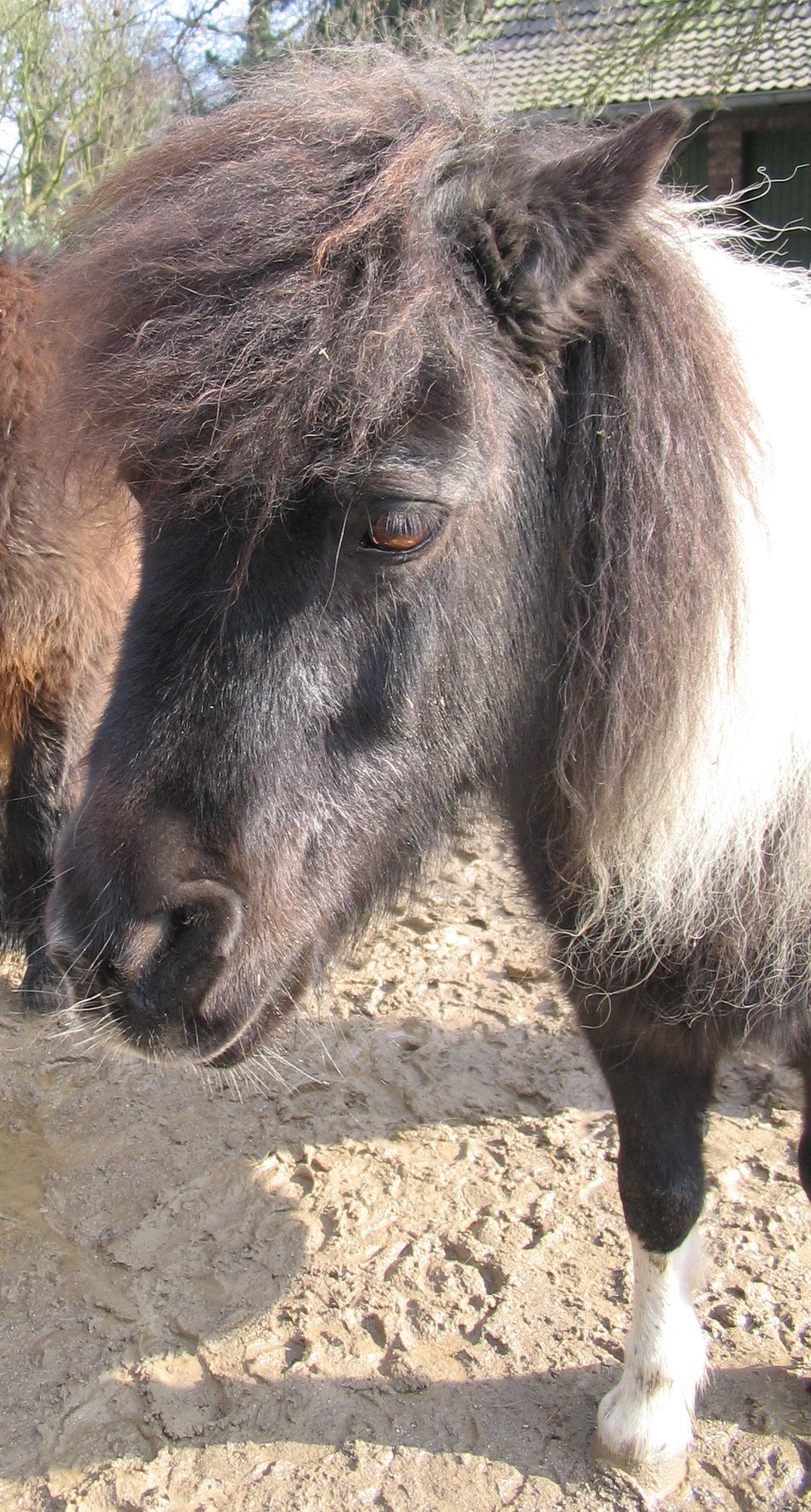
Cal de mină

### Munca în mină
Din cauza muncii în condiții grele din subteran, majoritatea minerilor sunt bărbați, cazuri de excepție când în mină au lucrat în trecut femei și copii, care primeau salarii mai mici.
Pentru tracțiunea vagoneților, era folosit, în trecut, calul care orbea în subteran. Numai în bazinul Ruhr erau folosiți în minele de cărbuni 8.000 de cai, încă în anul 1956 fiind folosiți 400 de cai pentru transport. Caii din subteran se îmbolnăveau de pneumoconioze (boli pulmonare) mai rar ca minerii, însă din cauza diferențelor de temperatură de la subteran la suprafață, se răceau frecvent și aveau probleme oculare. În Germania de Vest, ultimul cal de mină a fost scos din subteran la data de 22 iunie 1966, după o perioadă de 12 ani.
Azi, numai în America Latină lucrează în mină femei și copii, în Europa începând din secolul al XIX-lea s-a interzis această abordare.

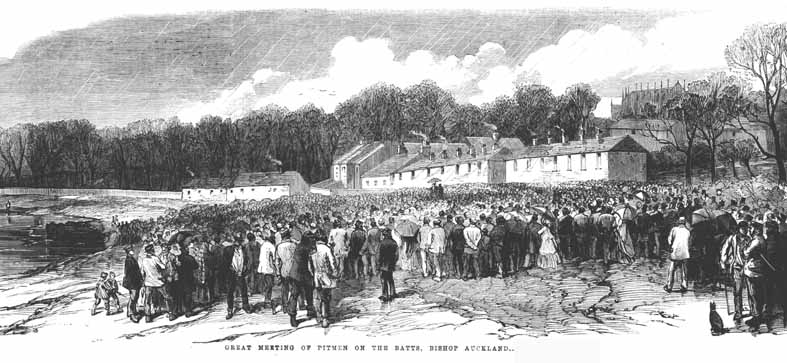
Greva minerilor (1863)

### În țările industriale
Este o profesie care devine tot mai rară, cauza fiind:
- epuizarea zăcămintelor, costul ridicat al exploatării datorită salariilor mari;
- înlocuirea încălzirii cu cărbuni prin încălzire electrică cu petrol sau gaz natural, chiar exploatarea sării s-a redus prin extragerea ei din apa marină.

### În America Latină
Minerii (mineros) lucrează mai ales în minele de cupru, argint și aur, care pot fi militari sau civili.
Lucrul este efectuat în condiții deosebit de grele, măsurile de protecție a muncii din Europa aici sunt practic inexistente.
Exemple unde munca minerilor este deosebit de grea fiind minele de la Potosi din Bolivia (2005), acolo lucrează în mina de argint circa 6.500 copii și adolescenți, din care 800 subteran. Salarul mediu al unui miner este de 4 USD/zi, durata medie a vieții fiind 38 de ani, aceasta este cauzată în mare parte și de gazele toxice din mină. 
Viața grea plină de pericole este caracterizată printr-un procent mare de accidente de mină, teama, foamea, durerea, epuizarea cronică, sunt alinate prin mestecarea de frunze de coca (care conțin alcaloidul pentru cocaină). 
Familiile de mineri duc o viața săracă, copiii sunt lipsiți de școlarizare sau o pregătire profesională, fiind nevoiți să lucreze pentru o existență zilnică.